# آنجلیکا ماریا

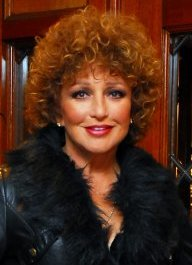
آنجلیکا ماریا در سال 1965(1944-09-27) September 27, 1944 (age 78)

آنجلیکا ماریا هارتمن اورتیز (زاده ۲۷ سپتامبر ۱۹۴۴) که به‌طور حرفه ای با نام La novia de Mexico (محبوب مکزیک) شناخته می‌شود، بازیگر و خواننده مکزیکی است. ترانه‌های او El hombre de mi vida (مرد زندگی من) در رتبه ۶، Reina Y Cenicienta (ملکه و سیندرلا) در رتبه ۹، ممنوعه (ممنوع) در رتبه ۱۳ و El Taconazo (تاکونازو) در جدول آهنگ‌های داغ لاتین در رتبه ۳۴ قرار گرفت.
آنجلیکا ماریا که در سال ۱۹۴۴ در نیواورلئان، لوئیزیانا به دنیا آمد، دختر کارآفرین آمریکایی، آرنولد هارتمن، و تهیه‌کننده تئاتر، آنجلیکا د ژسوس اورتیز سندووال است. پس از طلاق والدینش در سن ۵ سالگی، ماریا به همراه مادرش به مکزیکو سیتی نقل مکان کرد.
بین ژوئن ۲۰۱۳ و ۲۰۱۴، آنجلیکا بخشی از هیئت داوران نسخه اسپانیایی ایکس فاکتور بود که از تابستان همان سال در ایالات متحده پخش شد.

## جوایز و نامزدها

### Premios TVyNovelas
| سال  | دسته‌بندی                 | تلنوولا                   | نتیجه    |
| ---- | ------------------------ | ------------------------- | -------- |
| ۱۹۹۵ | بهترین بازیگر نقش اول زن | Agujetas de color de rosa | نامزدشده |
| ۱۹۹۷ | بهترین بازیگر زن اول     | بندیتا منتیرا             | برنده    |
| ۲۰۰۰ | بهترین بازیگر زن اول     | روزالیندا                 | نامزدشده |
| ۲۰۰۷ | بهترین بازیگر زن اول     | La Fea Más Bella          | نامزدشده |

### Premios Diosas de Plata
| سال  | دسته‌بندی                                     | فیلم           | نتیجه    |
| ---- | -------------------------------------------- | -------------- | -------- |
| ۲۰۱۲ | دیوسا د پلاتا "ماریا فلیکس" بهترین بازیگر زن | Años después   | نامزدشده |
| ۲۰۱۲ | نقش قرعه کشی زنان                            | لونا اسکوندیدا | نامزدشده |

### Premios ATP (Asociación de Periodistas Teatrales)
| سال  | دسته‌بندی   | تئاتر                | نتیجه |
| ---- | ---------- | -------------------- | ----- |
| ۲۰۰۷ | بازگشت سال | Emocions Encontradas | برنده |

### موزیکال Premios Excelencia (Academia Latina de la Grabación)
| سال  | دسته‌بندی     | نامزد              | نتیجه |
| ---- | ------------ | ------------------ | ----- |
| ۲۰۰۸ | برتری موسیقی | افتخاری گرمی لاتین | برنده |

### Premios People در اسپانیا
| سال  | دسته‌بندی                  | تلنوولا         | نتیجه |
| ---- | ------------------------- | --------------- | ----- |
| ۲۰۱۳ | بهترین بازیگر نقش مکمل زن | Qué Bonito Amor | برنده |